# Demonic
Demonic (с англ. — «Демонический») — седьмой студийный альбом американской метал-группы Testament, выпущенный в 1997 году.

## Об альбоме
Группа вновь вернулась к оккультистской тематике текстов на этом альбоме, присущей дэт-металу. Звучание группы также заметно «потяжелело» — в песнях стал преобладать гроулинг, возросла тяжесть риффов, что позволяет отнести этот релиз группы к дэт-металу (с элементами грув-метала). Питерсон записал все партии гитары, однако в песне «New Eyes of Old» принял участие гитарист Глен Элвелас, записав гитарное соло. Такие песни как «John Doe» и «Hatreds Rise» выделяются в обзорах как примеры более тяжелого звука на альбоме. Альбом также отметился участием знаменитого Джина Хоглана в качестве барабанщика. Обложка альбома была сделана Дэйвом Маккином, который также делал обложку для предыдущего студийного альбома Testament, Low, и позже сделает обложку для следующего, The Gathering. В интервью 1999 года, во время поддержки выпуска The Gathering, Питерсон описал, что на изображении изображен тип африканского экзорцизма, когда деревянная маска сделана для представления одержимой жертвы. В неё вбивают гвозди, очищающие душу от злого духа.

## Список композиций
| №                   | Название               | Текст песни         | Длительность |
| ------------------- | ---------------------- | ------------------- | ------------ |
| 1.                  | «Demonic Refusal»      |                     | 5:21         |
| 2.                  | «The Burning Times»    |                     | 5:15         |
| 3.                  | «Together as One»      |                     | 4:17         |
| 4.                  | «Jun-Jun»              |                     | 3:43         |
| 5.                  | «John Doe»             |                     | 3:11         |
| 6.                  | «Murky Waters»         |                     | 3:00         |
| 7.                  | «Hatred's Rise»        |                     | 3:15         |
| 8.                  | «Distorted Lives»      |                     | 3:36         |
| 9.                  | «New Eyes of Old»      |                     | 3:00         |
| 10.                 | «Ten Thousand Thrones» |                     | 4:37         |
| 11.                 | «Nostrovia»            | Billy               | 1:32         |
| Общая длительность: | Общая длительность:    | Общая длительность: | 40:47        |

## Участники записи
- Чак Билли — вокал
- Эрик Питерсон — гитара
- Джин Хоглан — барабаны и перкуссия
- Деррик Рамирез — бас-гитара
- Глен Элвелас — соло-гитара на 9 треке

Производство и дизайн
- Чак Билли — сопродюсер
- Эрик Питерсон — сопродюсер
- Дуглас Холл — сопродюсер, звукоинженер
- Майкл Вагенер — сведение (2008)
- Маурисио Асеведо — звукоинженер (ассистент)
- Джордж Марино — мастеринг
- Дэйв Маккин — обложка альбома
- Уолтер Морган — фотография (фото группы)[8]